# Jesús Mauri Mur
Jesús Maria Mauri Mur, més conegut com a Jesús Mauri (Lleida, 1956 - 23 gener 2018) fou un artista i docent català.
Format a l'Escola Sant Jordi de Barcelona, destacà en el panorama artístic lleidatà dels anys vuitanta del segle xx, erigint-se com un membre destacat de la generació d'artistes actius a la ciutat poc després de la Transició i essent un dels principals impulsors de l'Escola Municipal de Belles Arts de Lleida.
Artista marcadament sensible i minimalista, la seva pintura ha estat qualificada de reduccionista, d'abstracció pura, amb interès en el color per ell mateix, així com pel suport i la superfície. Cap a finals del segle xx, Mauri es va incorporar al cos docent de la Universitat de Lleida, exercint com a professor de la Facultat de Ciències de l'Educació.
Una mostra de la seva obra forma part de la col·lecció del Museu d'Art Jaume Morera. Mauri també és l'autor, junt amb Carles Delclaux, del tapís commemoratiu del 700 aniversari de la creació de la Universitat de Lleida que presideix la Sala Víctor Siurana de l'edifici del Rectorat.